# Lac Bishoftu
Pour les articles homonymes, voir Bishoftu.
Le lac Bishoftu  (ou Bīshoftu,  Biscioftu) est un lac de cratère situé au centre de l'Éthiopie, dans la région Oromia, à 45 kilomètres au sud-ouest de la capitale Addis-Abeba, au sud de la route principale qui traverse la ville de Debre Zeit. 
De forme circulaire, il fait partie du champ volcanique du Bishoftu. C'est le plus profond (87 m) des cinq lacs qui entourent la ville et en constituent les principaux attraits touristiques. Son versant nord surplombe la surface du lac de plus de 150 mètres. On y pêche des tilapias du Nil (Oreochromis niloticus).